# Manuel López Farfán
Manuel López Farfán (Sevilla, 7 de mayo de 1872-San Juan de Aznalfarache, 24 de enero de 1944) fue un músico y compositor español, conocido sobre todo por ser el autor de diferentes marchas procesionales que se interpretan a la largo del recorrido que realizan las hermandades de penitencia durante la celebración de la Semana Santa, principalmente en Sevilla y resto de Andalucía. Algunas de sus composiciones más conocidas son Pasan los campanilleros (1924) y Estrella Sublime (1925).

## Biografía
Nació en el sevillano barrio de San Bernardo. En su partida de nacimiento puede leerse que fue hijo de José López Moreno, natural de Alcalá de Guadaira, jornalero, y Concepción Farfán Luque, de Sevilla. En 1886, con solo 14 años, ingresó voluntariamente en el ejército, en la Banda de Música del Batallón de Cazadores de Cataluña número 1. Esta práctica, entonces habitual en jóvenes sin recursos económicos, tenía la finalidad de asegurarse un aprendizaje musical con la posibilidad de obtener posteriormente un buen destino como músico militar. Junto a dicha compañía participó en el conflicto bélico de Melilla y en la guerra de Cuba, permaneciendo en dicha isla entre el 7 de diciembre de 1895 y el 2 de febrero de 1899. En el campo musical pasó a obtener la consideración de músico de tercera, ascendiendo paulatinamente a músico de segunda y músico de primera, según el escalafón militar entonces en vigor.
Tras varios destinos militares, el 22 de febrero de 1919 se incorporó al Regimiento de Infantería Soria 9, ubicado en Sevilla, donde alcanzó el grado de músico mayor del ejército de España (director de banda militar), permaneciendo en dicho destino hasta 1929 en que solicitó el pase a la reserva.

## Obra
Realizó a lo largo de su vida más de 400 composiciones, incluyendo marchas procesionales, himnos, pasodobles, valses y zarzuelas.

### Marchas procesionales
- 1899 Esperanza, inspirada en la imagen de la Esperanza Macarena, aunque no dedicada oficialmente.
- 1904 Spes Nostra.
- 1907 Al Santísimo Cristo del Amor.
- 1907 Al Santísimo de la Exaltación.
- 1913 Madre mía.
- 1913 La saeta.
- 1920 ¡Viva la Cruz de arriba!.
- 1921 El Refugio de María.
- 1923 La Victoria de María.
- 1924 Pasan los Campanilleros.
- 1925 La Estrella Sublime.
- 1925 La Esperanza de Triana.
- 1925 El Dulce Nombre.
- 1926 La Virgen en sus Lágrimas.
- 1926 Marcha Plegaria a la Virgen de la Asunción (Cantillana).
- 1927 Virgen del Mayor Dolor.
- 1927 Nuestra Señora de la Palma.
- 1935 La Semana Mayor, para banda de música y coro.
- 1938 Impresion de Jueves Santo (en Sevilla).
- 1939 El Cristo de la Salud, dedicada a la Hermandad de San Bernardo (Sevilla)

### Himnos
- 1933 La Bandera Andaluza.
- 1935 Mi Bandera Andaluza.

### Pasodobles
- 1903 Soy de Navarra.
- 1922 El Lebrijano.
- 1925 El Real Betis Balompié.
- 1926 Manuel Jiménez Chicuelo.
- 1942 Pepe Luis Vázquez.
- 1943 Los novios.

### Obra lírica
- 1906 El Don Cecilio de hoy, zarzuela (compuesta en colaboración con Emilio López del Toro).